# Arocha erythrophthalma
Arocha erythrophthalma är en spindelart som beskrevs av Simon 1893. Arocha erythrophthalma ingår i släktet Arocha och familjen kaparspindlar. Inga underarter finns listade i Catalogue of Life.